# Daniel Carnevali
Daniel Alberto Carnevali (Rosario, 1946. december 4. –) válogatott argentin labdarúgó, kapus.

## Pályafutása

### Klubcsapatban
1967–68-ban a Rosario Central, 1969-ben a CA Atlanta, 1970 és 1973 között a Chacarita Juniors labdarúgója volt. 1973 és 1979 között a spanyol UD Las Palmas kapusa volt. 1979 és 1982 között ismét a Rosario Central csapatában szerepelt. 1983-ban a kolumbiai Atlético Junior játékosa volt. 1984-ben ismét a CA Atlanta, 1985 és 1988 között a Colón Santa Fe, 1988 és 1991 között a Central Córdoba együttesében játszott.

### A válogatottban
1972 és 1974 között 26 alkalommal szerepelt az argentin válogatottban. Részt vett az 1974-es NSZK-beli világbajnokságon.

## Sikerei, díjai
Rosario Central
- Argentin bajnokság
  - bajnok: 1980